# Alexis Ponnet
Alexis Ponnet (Bruxelas, 9 de março de 1939) é um ex-árbitro de futebol belga. Em 1986–87 arbitrou a  final da Taça dos Clubes Campeões Europeus entre o  FC Porto e o Bayern de Munique.